# Eisgang

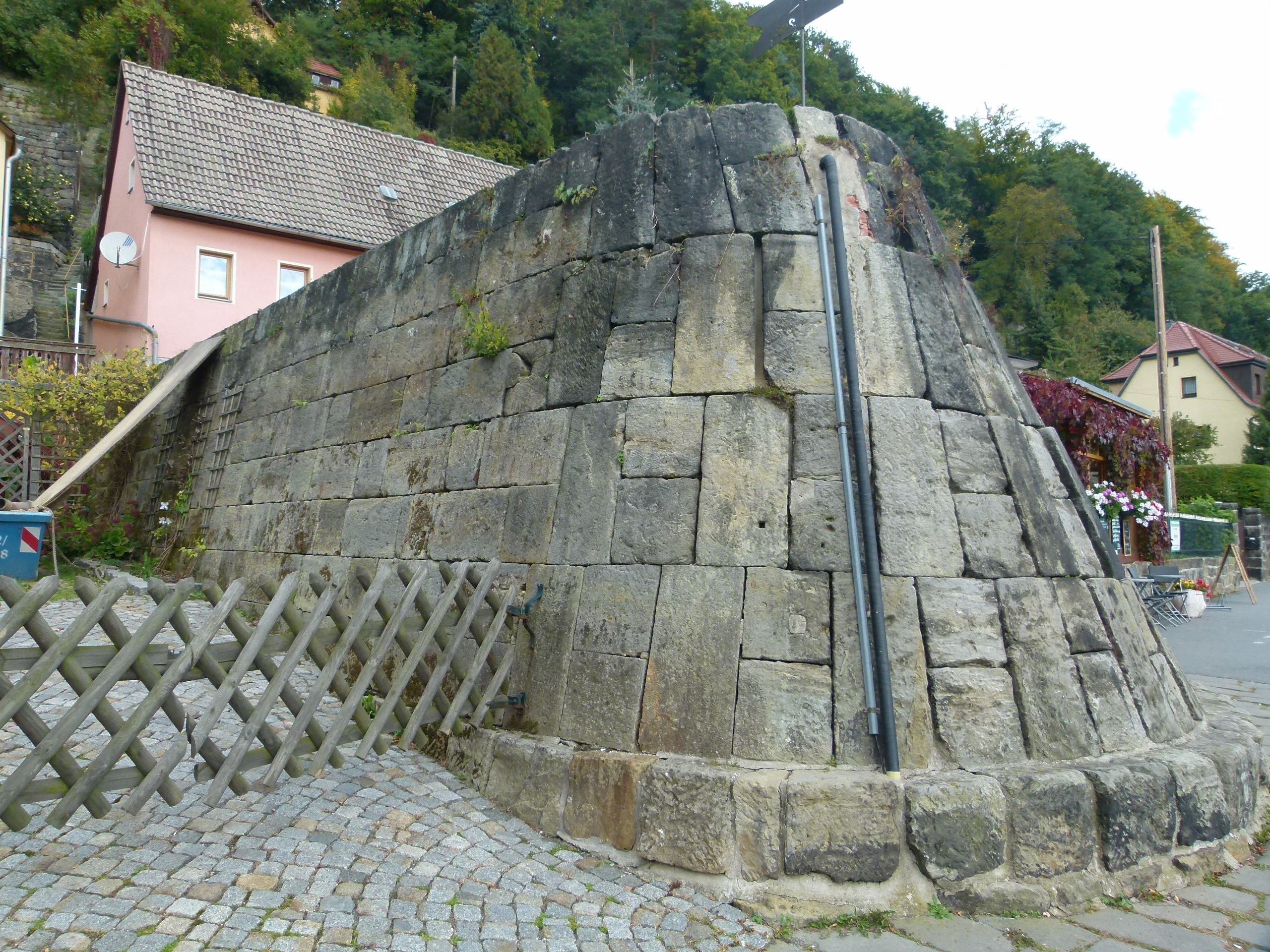
"Habe"-Bollwerk gegen Eisgang in Wehlen

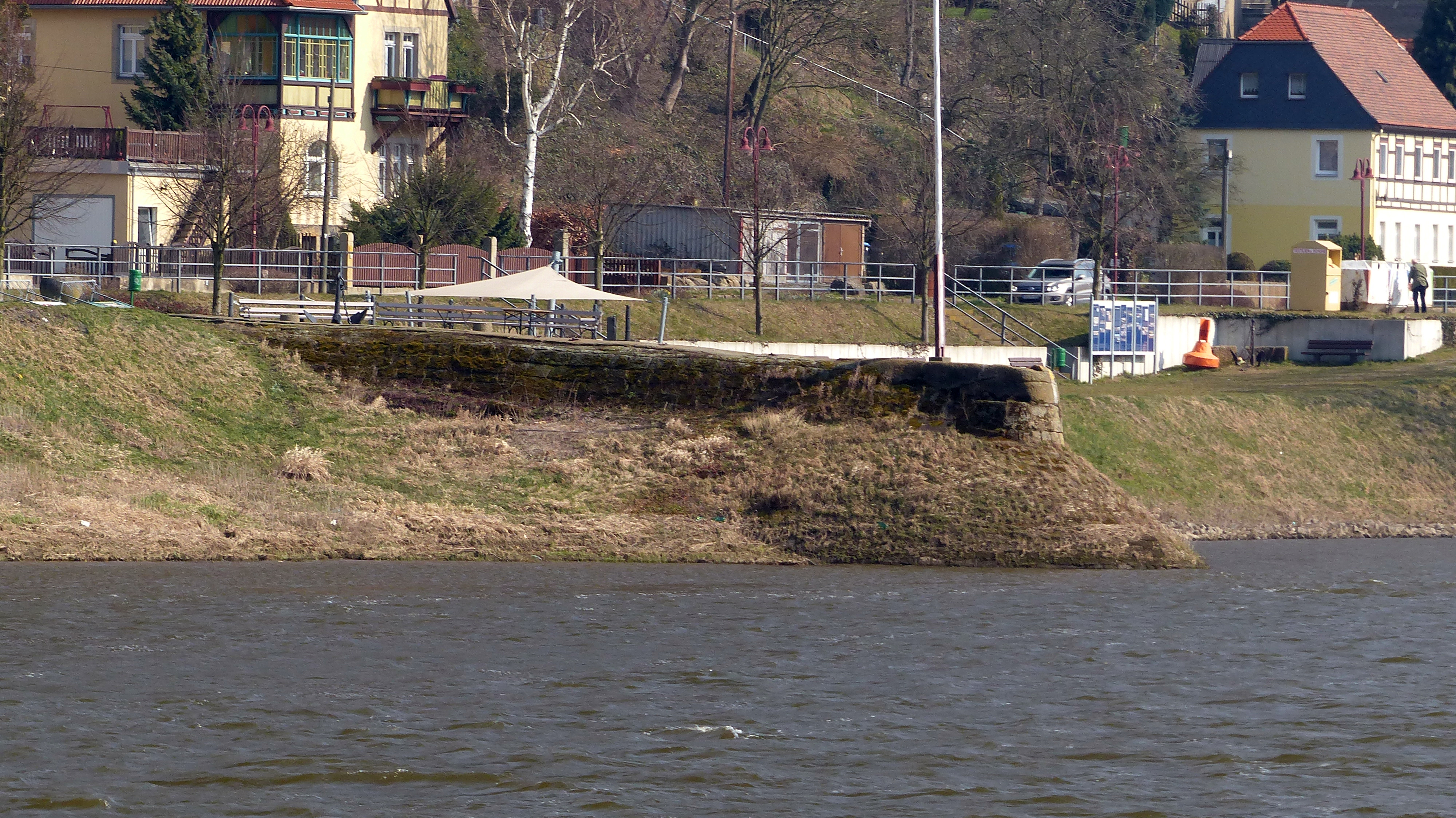
"Habe" in Bad Schandau

Als Eisgang wird das Treiben („gehen“) von Eis auf fließenden Gewässern (Flüssen, Wattenmeer) bezeichnet. Dieses Phänomen tritt in zwei Perioden auf: im Winter, wenn sich Eisschollen auf den Flüssen bilden, und in Verbindung mit der Schneeschmelze. Besonders gefährlich ist der Eisgang, wenn sich in einem strengen Winter eine dicke Eisdecke auf einem Fluss gebildet hat und diese durch stark steigende Temperaturen in Verbindung mit Regen aufbricht und so mehrere Tonnen schwere Eisblöcke auf dem Fluss treiben.
Diese können Gebäude beschädigen (wie z. B. 1784 das Kölner Cellitinnenkloster Dreifaltigkeit) oder zerstören (wie bspw. die Heidelberger Alte Brücke im selben Jahr). Brückenpfeiler können zum Schutz vor Eisgang mit „Eisbrechern“ ausgestattet sein.
Außerdem können sich Eisbrocken an schmalen Flussabschnitten oder Brückenpfeilern verkeilen und so den Fluss aufstauen. Um größere Schäden zu vermeiden, wurden solche Eisstauungen beispielsweise in Russland schon bombardiert.
Eisgang gibt es in Deutschland nur noch selten. Das liegt vor allem daran, dass die Wintermonate immer wieder durch Wärmeperioden unterbrochen werden. Ein weiterer Grund ist die Einleitung warmer Abwässer aus Industrie und privaten Haushalten in die Flüsse. Diese Abwässer haben dafür gesorgt, dass der Rhein seit dem Winter 1963 nicht mehr zugefroren ist (siehe Rhein#Eisbildung).
In Deutschland weist die Oder, Deutschlands östlicher Fluss, noch am regelmäßigsten Eisgang auf (siehe Kontinentalklima).
In den letzten Jahrzehnten gab es besonders viel Eisgang und Schnee im Winter 1978/79 in Norddeutschland aufgrund von drei Kältewellen (siehe Schneekatastrophe 1978/79).

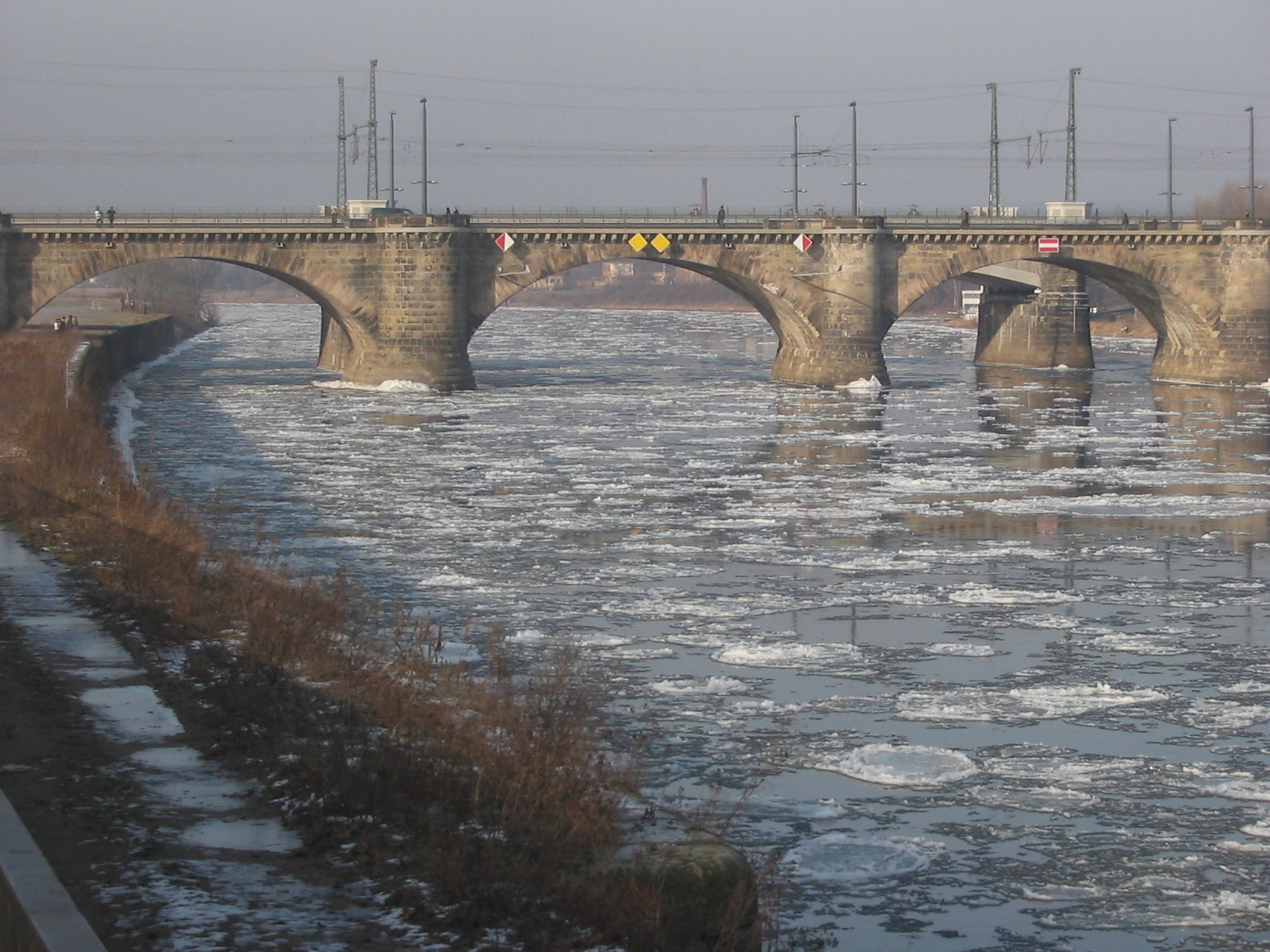
Eisgang auf der Elbe in Dresden am 29. Januar 2006
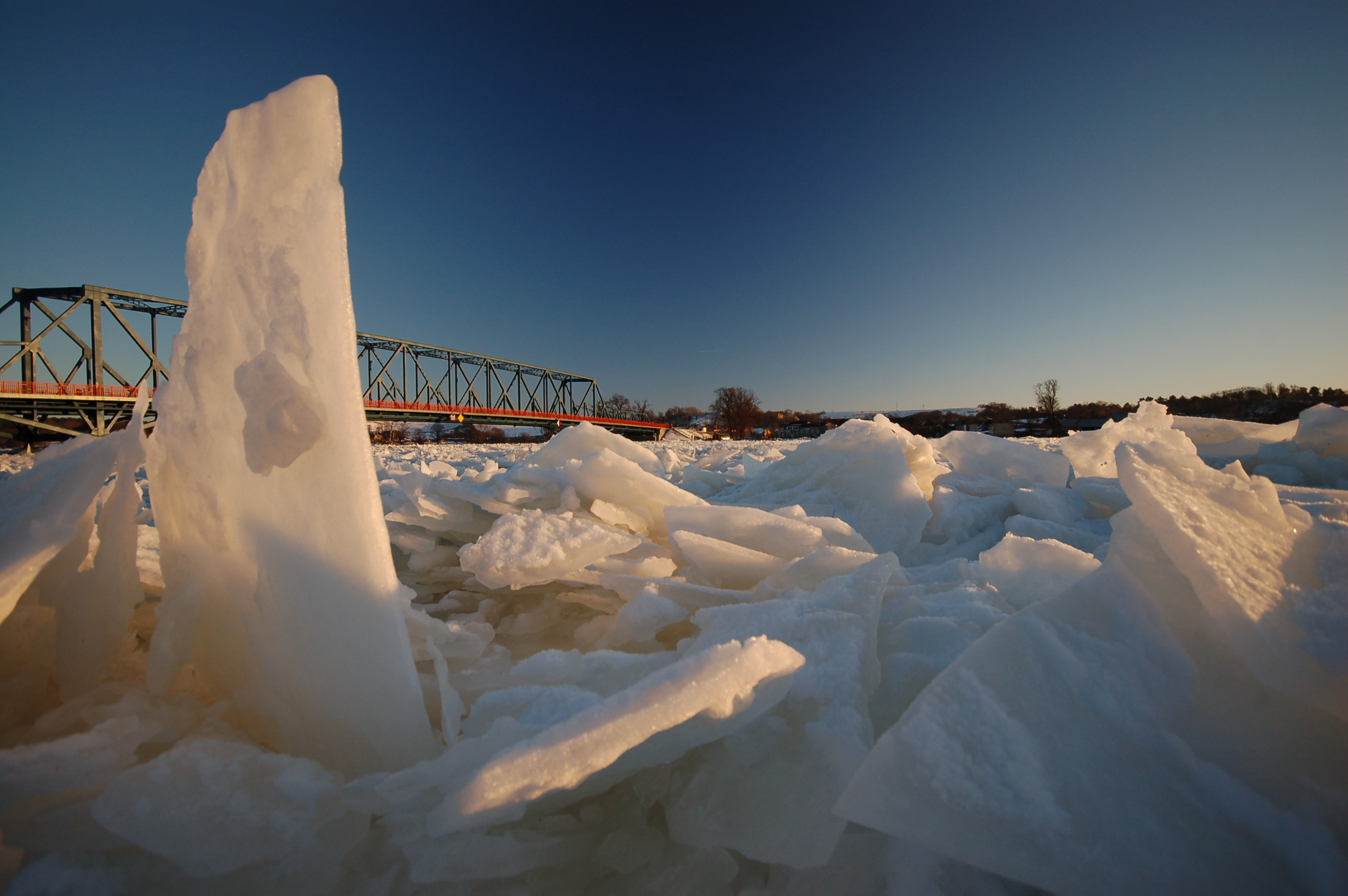
Eisgang auf der Oder bei Schwedt am 3. Januar 2011
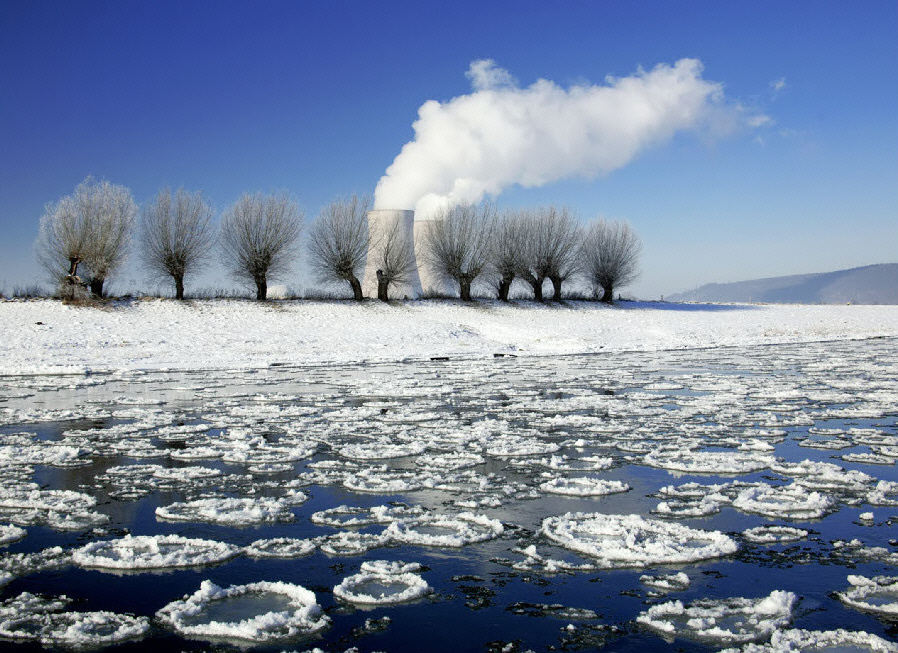
Eisgang auf der Weser, im Hintergrund Fahnen kondensierten Dampfes vom Kernkraftwerk Grohnde
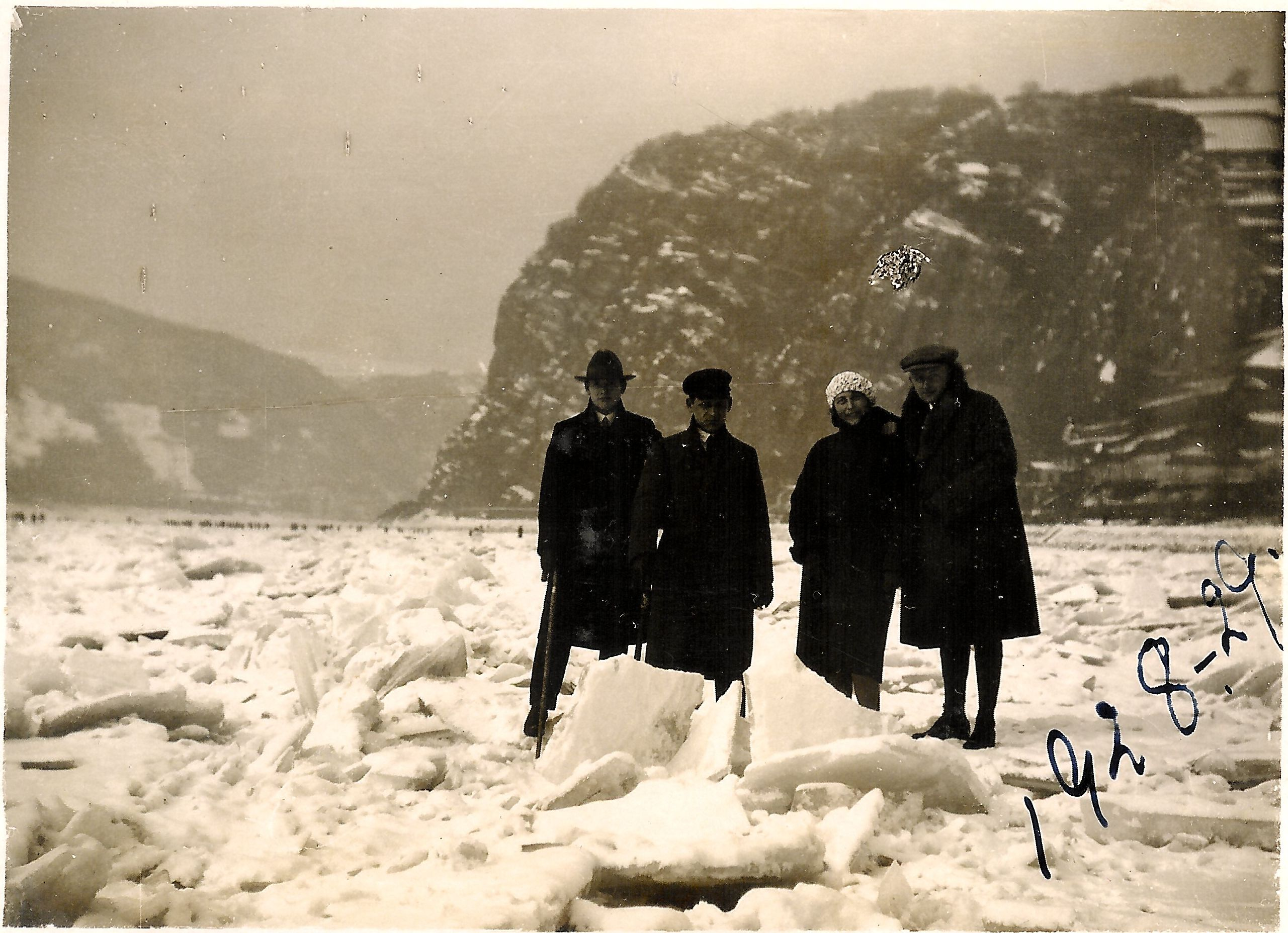
Eisgang auf dem Rhein an der Loreley im Winter 1928/29